# جرانة (حزم العدين)

تعديل مصدري - تعديل

جرانة محلة تابعة لقرية عبر، التابعة لعزلة يريس بمديرية حزم العدين إحدى مديريات محافظة إب في الجمهورية اليمنية، بلغ تعداد سكانها 42 حسب تعداد اليمن لعام 2004.